# Bengt Gottfried Forselius
Bengt Gottfried Forselius (* um 1660 in Madise, Schwedisch-Estland; † 16. November 1688 bei einem Schiffsunglück in der Ostsee) war ein Jurastudent und Schullehrer.

## Ausbildung
Bengt Gottfried Forselius wurde als Sohn des finnlandschwedischen Pastors von Madis und Kreuz in Harrien, Johann Forselius, geboren. Er besuchte zunächst das Gymnasium in Reval, bevor er ab 1679 an der Universität Wittenberg Rechtswissenschaft studierte. Nach seiner Rückkehr nach Estland unterrichtete er an der Bauernschule in Kreuz in Harrien (heute: Harju-Risti). Geprägt durch die pädagogischen Arbeiten von Johann Amos Comenius brachte er nach neuen Lehrmethoden der ländlichen estnischen Bevölkerung Lesen bei.

## Volksbildung
1684 gründete Forselius im bischöflichen Gutshof bei Dorpat eine Schule, die die estnische Bevölkerung zu Küstern und Lehrern ausbilden sollte. Neben Lesen und Schreiben standen Deutsch, Religion, Arithmetik und Buchbinden auf dem Lehrplan. Innerhalb von vier Jahren wurden ca. 160 Schüler ausgebildet. Das Unternehmen erhielt die Unterstützung des schwedischen Staates, fand aber Widerstand im deutschbaltischen Adel.
Forselius zeichnete sich in seiner erfolgreichen Arbeit durch großes pädagogisches Geschick aus. Er benutzte dabei ein 1684 selbst verfasstes und 1685/86 verbessertes Lehrbuch, das erste seiner Art in Estland (wahrscheinlich in Riga gedruckt). Es ist heute nicht mehr erhalten, zwei Nachdrucke stammen jedoch wahrscheinlich von 1694 (nordestnische Sprache) und 1698 (südestnische Sprache).
1686 hielt sich Forselius auf Einladung des schwedischen Königs am Hof in Stockholm auf, um seine modernen Lehrmethoden zu demonstrieren. Seine beiden mitgereisten Schüler Ignati Jaak und Pakri Hansu Jüri beeindruckten König Karl XI. Auf der Rückreise 1688 ertrank Forselius bei einem Schiffbruch in der Ostsee.

## Würdigung
Bengt Gottfried Forselius gilt als der Begründer des estnischen Volksbildungswesens. Er förderte nach Kräften die Lese- und Schreibfähigkeiten der ländlichen Bevölkerung. Forselius selbst gründete insgesamt 41 Landschulen. Ende des 17. Jahrhunderts waren bereits circa 70 % der erwachsenen estnischen Landbevölkerung alphabetisiert.
Seine vereinfachte Schreibweise, die sich stark an der gesprochenen Sprache orientierte und deutsche Elemente zu vermeiden suchte, war wegweisend für die weitere Entwicklung der estnischen Schriftsprache. Forselius' Lehrmethode des aktiven, auf Silben basierenden Vorlesens schaffte schnelle Erfolge. Besonderen Widerstand erlebte Forselius jedoch gegen die estnische Schreibung biblischer Namen. Aber auch allgemein mussten in Adel, Großbürgertum und Klerus zahlreiche Ressentiments gegen Lese- und Schreibfähigkeit der bäuerlichen Bevölkerung überwunden werden.

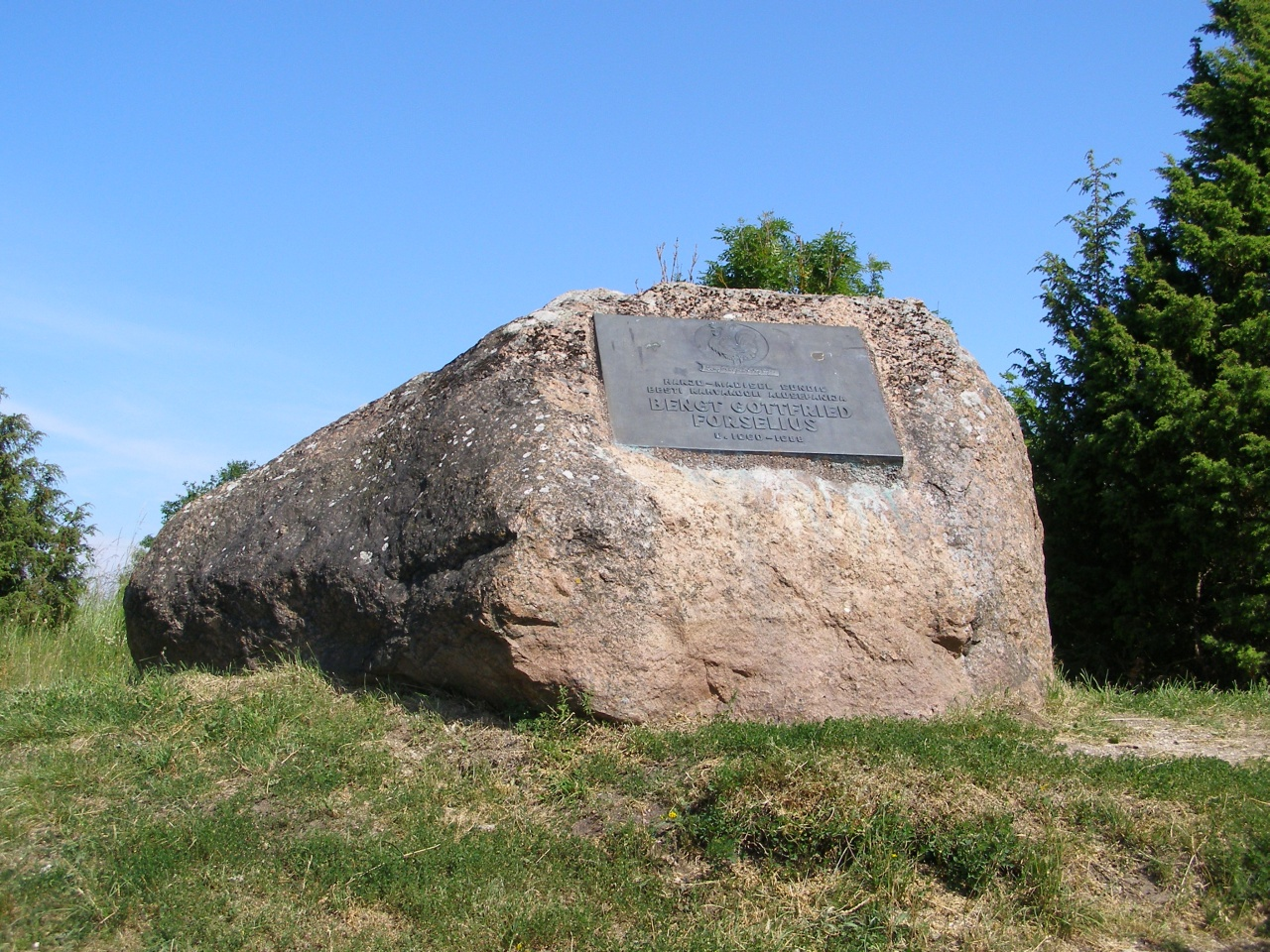
Gedenkstein für Bengt Gottfried Forselius in Madise